# Réka
Réka est un prénom hongrois féminin.

## Étymologie
C'est le nom dans les légendes hongroises d'Êrekan, épouse du roi des Huns Attila. Ce nom pourrait être d'origine turque Arikan « dame pure ».